# Dub letní v Podolí
Dub letní v Podolí je památný strom, který roste v Praze 4 na sportovišti u sokolovny mezi ulicemi Podolská a Podolské nábřeží proti zastávce MHD Kublov. Je přístupný v provozní době sportoviště a z ulice je dobře viditelný.

## Parametry stromu
- Výška (m): 23,0
- Obvod (cm): 368
- Ochranné pásmo: vyhlášené – kruh o poloměru 12 m na p.č. 418 a 421
- Datum prvního vyhlášení: 24.06.2009[1]
- Odhadované stáří: 165 let (k roku 2016)[2]

## Popis
Dub má široký kmen, který se rozděluje na dvě silné větve; tyto pak nesou rozložitou korunu. Jeho zdravotní stav je velmi dobrý a odpovídá věku stromu.

## Historie
Strom byl zasazen kolem roku 1850. Roste v areálu Tělocvičné jednoty Sokol Praha - Podolí, v Podolské 90/5, založené roku 1892. O postavení sokolovny usilovalo zdejší družstvo od roku 1901. Základní kámen darovaný Sokolem Děčín a pocházející z rodného domu Miroslava Tyrše položili sokolové 28. října 1932. O rok později byla stavba od arch. Skalického slavnostně otevřena (kámen je vsazen do zdi vestibulu v přízemí).